# اکراس سرتاس شمالی

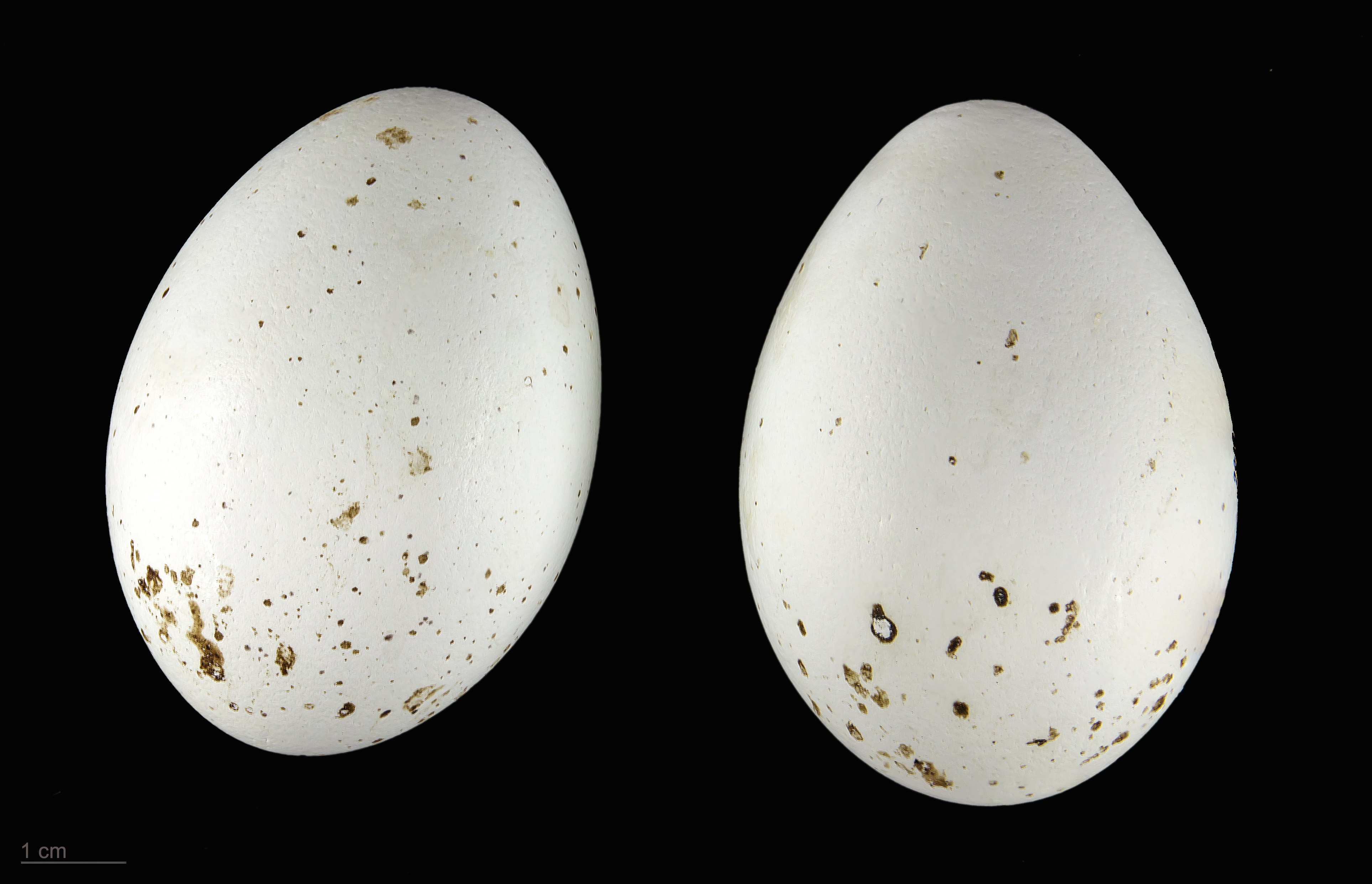
Geronticus eremita

اکراس سرتاس شمالی یا پیرمرغ گوشه‌گیر از اکراسهای راسته لک‌لک‌سانان است. زیستگاه این پرنده سوریه، ترکیه، مراکش و اروپا است.
اکراس سرتاس شمالی گونه‌ای از تیرهٔ مرغ‌مقدسیان و به رنگ سبز تیره با جلای ارغوانی است که جلوِ سرش برهنه است.
فرهنگستان زبان فارسی این پرنده را «پیرمرغ گوشه‌گیر» نامیده است، که هم‌معنی با نام علمی لاتین این پرنده است.
در حال حاضر فقط دو جمعیت از این پرنده و به‌طور کوچک وجود دارد، یکی در سوریه و دیگری در مراکش. جمعیت این پرنده در مراکش به شکل نامعمولی مهاجرت نمی‌کند و فقط در کوه‌های اطلس سکنی گزیده است. گزارش‌ها حاکی است این پرنده از گونه‌های در حال انقراض است و آخرین بار که یک مجموعه از آن‌ها دیده شده، در سال ۲۰۰۲ و در شمال پالمیرا بوده‌است.